# Весна Паштровић Шашић
Весна Паштровић Шашић (Сомбор, 27. јул 1979) српска је позоришна, телевизијска, филмска и гласовна глумица

## Биографија
Весна Паштровић рођена је 27. јула 1979. године у Сомбору, где је завршила гимназију. Глуму је дипломирала 2003. године на Факултету драмских уметности у Београду, у класи професорке Мирјане Карановић и асистента Небојше Љубишића. Сарадник је Позоришта на Теразијама, а такође је играла у позориштима у Новом Саду и Шапцу. Од марта 2019. године обавља функцију в.д. директора Народног позоришта у Сомбору. Говори енглески, немачки и француски језик. Активно се бави синхронизацијом цртаних и играних филмова и серија, у студијима Блу хаус, Голд диги нет, Моби и Соло.

## Филмографија
| Год.  | Назив                         | Улога      |
| ----- | ----------------------------- | ---------- |
| 2003. | Лисице                        | Златанка   |
| 2003. |                               | Црвенокоса |
| 2004. | Слободан пад                  | Девојка    |
| 2006. | Друго стање                   | Мала       |
| 2006. |                               | Вођа бенда |
| 2009. | Паре или живот                | Ирина      |
| 2010. | Оно као љубав                 | Соња       |
| 2011. | Бели лавови                   | Црнка 2    |
| 2011. | Милун(ка)                     | Комшиница  |
| 2011. | Бела лађа                     | Певачица   |
| 2011. | Донт брејк мај турбофолк харт | Веселинка  |
| 2014. |                               | Кип        |
| 2016. | Разбојницима Баната           | Бојана     |
| 2024. | Мачји крик                    |            |

## Издвојене улоге у позоришту
- Соња у „Балканском Шпијуну” Душана Ковачевића, режија Владимир Лазић, Српско народно позориште, Нови Сад
- Лака девојка, Ружна баба, Дама 2 и Чарли у „Дон Жуан се враћа из рата” Едена Фон Хорвата, режија Владимир Лазић, Позориште Добрица Милутиновић, Сремска Митровица
- Стана у „Вилинском колу”, трупа Балкан нови покрет, текст и режија Весна Станковић
- Џун у „Чикагу” Џона Кендера, Боба Фосија и Фреда Еба, режија Кокан Младеновић, Позориште на Теразијама
- Оља у „Маратонци трче почасни круг” Душана Ковачевића, режија Кокан Младеновић, Позориште на Теразијама
- Крунослава Рунолист у „Ради ми свашта” Мике Павићевића, режија Владимир Лазић, Позориште Славија
- Лола у „Грку Зорби” по мотивима романа Никоса Казанцакиса, драматизовао Предраг Перишић, режија Михаило Вукобратовић, Позориште на Теразијама
- Госпођа Арсић у „Ујежу” Бранислава Нушића, режија Велимир Митровић, Позориште Славија
- Госпођа у „Лопужама”, Бранислава Нушића, адаптација Бошко Пулетић и Велимир Митровић, режија Велимир Митровић, Позориште Славија
- Коштана у „Коштани”, Боре Станковића, режија Велимир Митровић, Позориште Славија
- Љубавница у „Деци ноћи”, текст и режија Јована Кнежевић, Дах Театар
- Марија де Блад у „Мускетарима”, текст и режија Јелена Грубач, копродукција Трупе Аска, Позориште лутака „Пинокио”
- Агнија Ружић у „Мистер Долару”, Бранислава Нушића, режија Владимир Лазић, Позориште на Теразијама
- Весна у „Кабареу Карте Бланш”, режија Ђорђе Макаревић, Театар Карт Бланш

## Издвојене улоге у синхронизацијама
| Година     | Наслов                                          | Улога                                       |
| ---------- | ----------------------------------------------- | ------------------------------------------- |
| 2011.      | Поље лала                                       | Јешим Ташкиран                              |
| 2012-2017. | Млади мутанти нинџа корњаче (ТВ серија из 2012) | Ренет Тили, Жоан Гроди (С1Е12)              |
| 2013.      | Крудс                                           | Уга Крудс                                   |
| 2013.      | Макс и Руби                                     | Руби                                        |
| 2014.      | Легенда о Кори                                  | Оператер полицијског радија Града Републике |
| 2014.      | Тандерменови                                    | Председница Кикбат (С2-С3Е10)               |
| 2016.      | 100 ствари које треба урадити пре средње школе  | Госпођа Мартин                              |
| 2017-2018. | Сунђер Боб Коцкалоне (Голд диги нет ТВ синх.)   | Бисерка (С11)                               |
| 2017.      | Тинејџ вештица                                  | Дездемона                                   |
| 2018.      | Кљова                                           | Билова мама                                 |
| 2018.      | Мистерија породице Хантер                       | Лусија                                      |
| 2018.      | Флупалу, где си?                                | Мари-Џејн, Џејн-Мари                        |
| 2019.      | Миракулус: Авантуре Бубамаре и Црног Мачора     | Гђица Бустије                               |
| 2019.      | Кућа Бука                                       | додатни гласови                             |
| 2019.      | Нубови                                          | Професорка хемије (С1Е4, Е6)                |
| 2019.      | Хенри Опасност                                  | додатни гласови                             |
| 2021.      | Крудс: Ново доба                                | Уга Крудс                                   |